# Tenge
Tenge (kazašsky теңге; oficiální název: Kazašské tenge, kazašsky Қазақстан теңгесі) je peněžní jednotka Kazachstánu, 1 tenge se dále dělí na 100 tiynů (kazašsky: тиын), kód měny je KZT. Tenge bylo zavedeno 15. listopadu 1993. Od roku 2002 je v platnosti zákon, který v Kazachstánu zakazuje přijímat při platbách jinou měnu než tenge.
Kurz k 3. 4. 2012: 100 KZT = 0,51056 EUR.
Kurz k 31. 7.2016: 100 KZT = 0,25546 EUR = 6,98 CZK
Kurz k 10. 4. 2017: 100 KZT = 0,3024 EUR = 8,05 CZK
Kurz k 06. 9. 2018: 100 KZT = 0,2323 EUR = 5,98 CZK

## Název
Po vyhlášení nezávislosti Kazachstánu vedení státu plánovalo nazvat novou měnu som, jak bylo překládáno do kazaštiny (i dalších turkických jazyků) na sovětských bankovkách slovo rubl. V květnu 1993, čtyři měsíce před oficiálním vznikem nové kazašské měny, takto nazval své platidlo Kyrgyzstán. Název tenge je odvozen od jména středověkých turkických peněz denge, které se užívaly ve Střední Asii (od jejich jména je mimo jiné odvozen ruský výraz pro peníze – деньги, děňgi).

## Symbol měny 〒
Na konci roku 2006 vypsala Národní banka Kazachstánu soutěž na návrh symbolu pro národní měnu. Z více než třiceti tisíc návrhů zvítězil symbol 〒, jehož autorům Vadimu Daviděnkovi a Sanžaru Amerchanovi byla vyplacena odměna 1 000 000 tenge (= cca 200 000 Kč) plus 5 000 $. Později se zjistilo, že symbol 〒 používá více než 120 let japonská pošta (Nippon júsei kóša) jako své logo a uvozující značku kódu PSČ.

## Mince a bankovky
V oběhu jsou mince o hodnotách: 1, 2, 5, 10, 20, 50, 100 a 200〒 a bankovky 200, 500, 1 000, 2 000, 5 000, 10 000 a 20 000 〒.

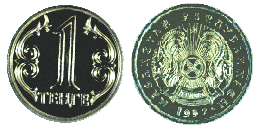
1 〒
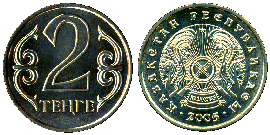
2 〒
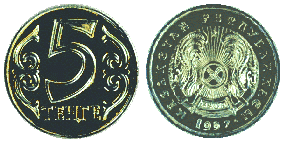
5 〒
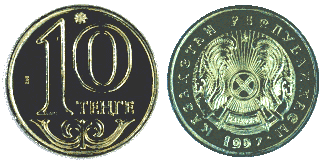
10 〒
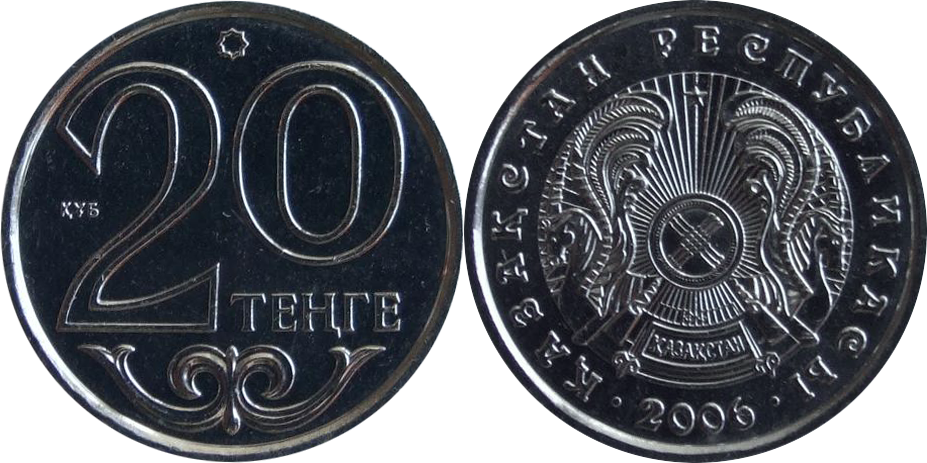
20 〒
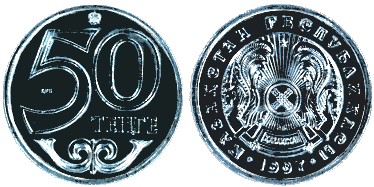
50 〒
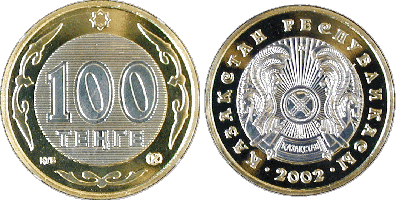
100 〒
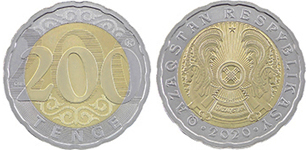
200 〒
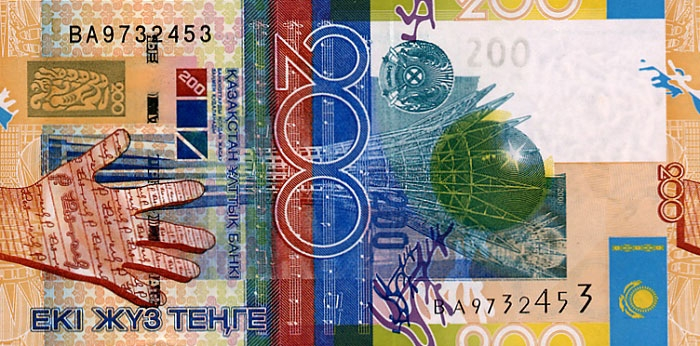
200 〒
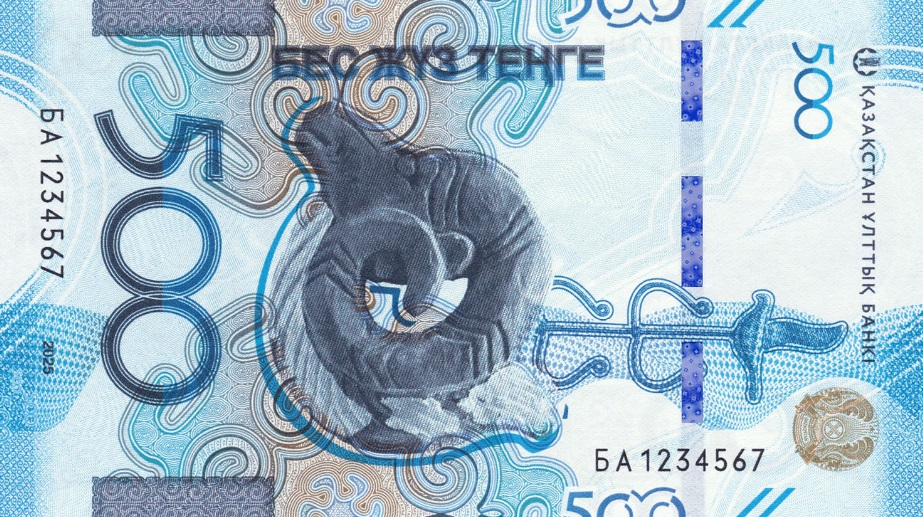
500 〒
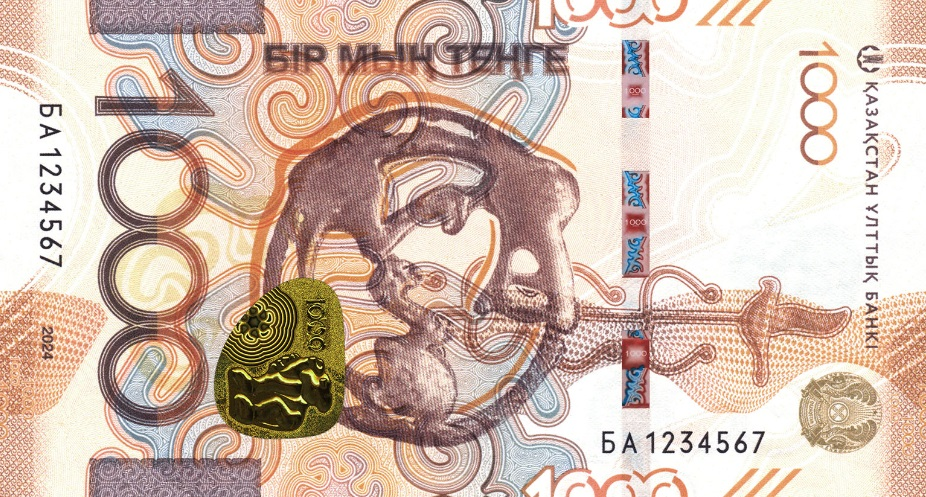
1 000 〒
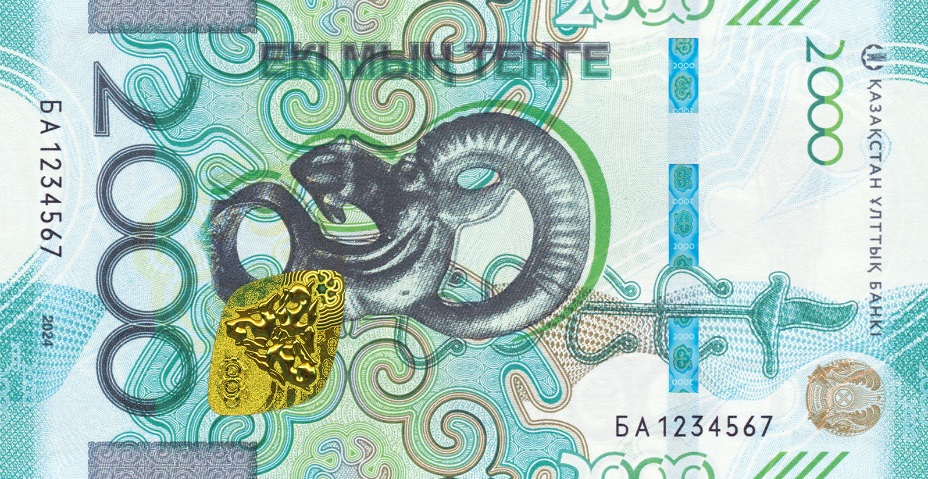
2 000 〒
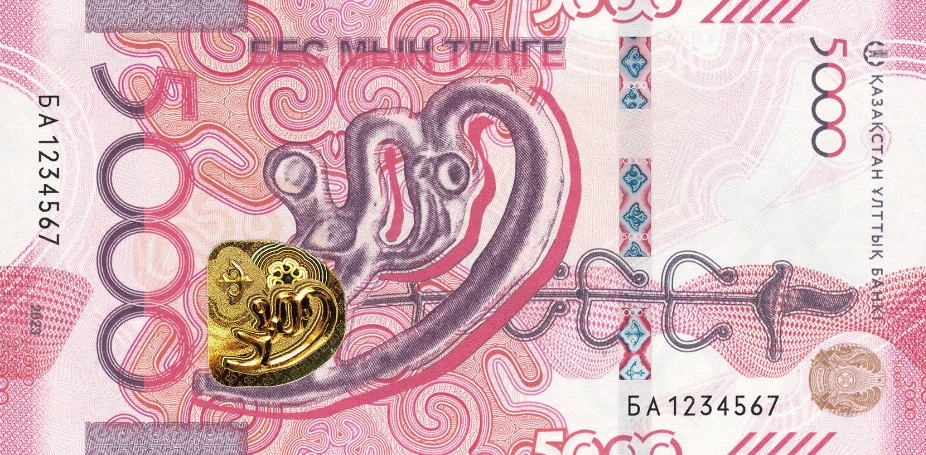
5 000 〒
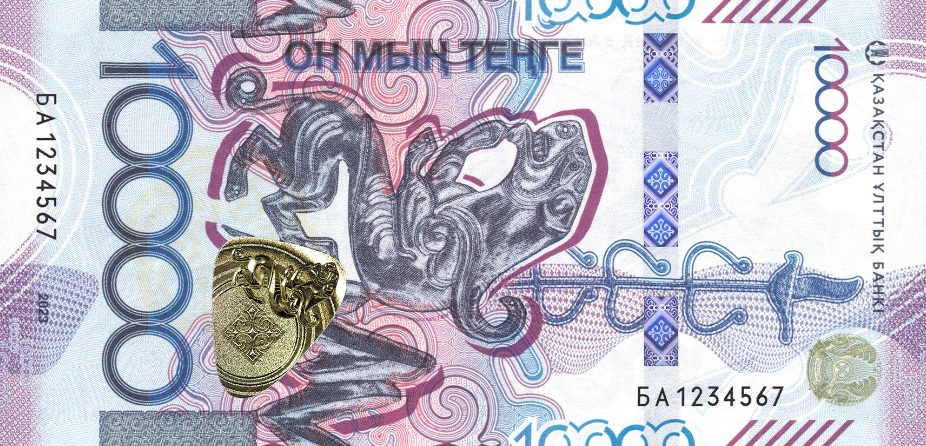
10 000 〒